# MEOX1
MEOX1 (англ. Mesenchyme homeobox 1) – білок, який кодується однойменним геном, розташованим у людей на короткому плечі 17-ї хромосоми. Довжина поліпептидного ланцюга білка становить 254 амінокислот, а молекулярна маса — 27 997.
| 10         |  | 20         |  | 30         |  | 40         |  | 50         |
| ---------- |  | ---------- |  | ---------- |  | ---------- |  | ---------- |
| MDPAASSCMR |  | SLQPPAPVWG |  | CLRNPHSEGN |  | GASGLPHYPP |  | TPFSFHQKPD |
| FLATATAAYP |  | DFSASCLAAT |  | PHSLPQEEHI |  | FTEQHPAFPQ |  | SPNWHFPVSD |
| ARRRPNSGPA |  | GGSKEMGTSS |  | LGLVDTTGGP |  | GDDYGVLGST |  | ANETEKKSSR |
| RRKESSDNQE |  | NRGKPEGSSK |  | ARKERTAFTK |  | EQLRELEAEF |  | AHHNYLTRLR |
| RYEIAVNLDL |  | SERQVKVWFQ |  | NRRMKWKRVK |  | GGQPISPNGQ |  | DPEDGDSTAS |
| PSSE       |  |            |  |            |  |            |  |            |

A: Аланін

C: Цистеїн

D: Аспарагінова кислота

E: Глутамінова кислота

F: Фенілаланін

G: Гліцин

H: Гістидин

I: Ізолейцин

K: Лізин

L: Лейцин

M: Метіонін

N: Аспарагін

P: Пролін

Q: Глутамін

R: Аргінін

S: Серин

T: Треонін

V: Валін

W: Триптофан

Кодований геном білок за функціями належить до репресорів, активаторів, білків розвитку. 
Задіяний у таких біологічних процесах, як транскрипція, регуляція транскрипції, альтернативний сплайсинг. 
Білок має сайт для зв'язування з ДНК. 
Локалізований у цитоплазмі, ядрі.